# Coronodon
Coronodon — рід зубчастих містицитів з ранньоолігоценової формації Ешлі в Південній Кароліні.

## Опис
Рострум Коронодона широкий, судячи з його прямих боків і короткого нижньощелепного симфізу. 

## Філогенез
Коронодон базально входить до складу Mysticeti.